# Zdeněk Lukáš
Zdeněk Lukáš (Praag, 21 augustus 1928 – aldaar, 13 juli 2007) was een Tsjechisch componist en dirigent.

## Levensloop
Lukáš studeerde eerst pedagogiek en na zijn afstuderen was hij vijf jaar leraar op de basisschool. Daarna wisselde hij in 1953 als redacteur en programmahoofd aan de studio Pilsen van de Tsjechoslowaakse omroep en bleef in deze functie tot 1963. Eveneens was hij in deze periode  artistiek leider van het koor "Cecka písen", dat hij tot een van de bekendste koren van het land maakte. Van 1962 tot 1970 deed hij compositiestudies bij Miloslav Kabeláč (1908–1979), die hem met de hedendaagse compositietechnieken en de finesses van de orkestrering en de  instrumentale klankkleuren vertrouwd maakte.  
In 1964 kwam hij terug naar Praag, waar hij als freelance componist werkte en een van de productiefste hedendaagse componisten van Tsjechië werd. Zijn werken, onder andere zeven symfonieën, enkele opera's, een aantal oratoria en cantates alsook vele koorwerken, werden in binnen- en buitenland met prijzen en onderscheidingen bekroond. Zo won hij in 1965 met Parabolae Salomonis het Ernest Bloch-wedstrijd in de Verenigde Staten, in 1972 met Versos d’amor i de comitat een prijs in Barcelona, Spanje, en in 1973 met zijn Symfonie no. 5 een prijs van de stad Triëst, Italië.

## Stijl
Lukáš composities zijn beïnvloed door de Tsjechische folklore en in zijn heel oeuvre is een voorliefde voor de vocale en koormuziek te herkennen. 

## Composities

### Werken voor orkest

#### Symfonieën
- 1961 Symfonie no. 2, op. 26
- 1965 Symfonie no. 3 „Dove sta amore“, voor gemengd koor en orkest, op. 40
- 1965 Symfonietta solemnis, op. 43
- 1965 Symfonie no. 4, op. 47 - première: 4 november 1968 in het huis van kunstenaars (Domě umělců) door het Symfonický orchestr Československého rozhlasu (Symfonieorkest van de Tsjechische omroep Praag) o.l.v. Alois Klíma
- 1972 Symfonie no. 5, voor lyrische sopraan en orkest, op. 82
- 1991 Symfonie no. 6, op. 232
- Symfonie no. 7 „Trionfo del tempo“, voor sopraan en orkest, op. 312

#### Solo concerten met orkest
- 1964 Concert, voor sopraansaxofoon en orkest, op. 34
- 1968 Concert, voor viool, altviool en orkest, op. 58
- 1970 Variace, voor piano en orkest, op. 69
- 1974 Musica da concerto, kamermuziek voor 12 strijkers en klavecimbel, op. 102
- 1975 Concert, voor fagot en orkest, op. 113
- 1976 Concert, voor klarinet en orkest, op. 119
- 1980 "Proměny" - concertante muziek, voor piano en orkest, op. 140
- 1980 Concert, voor klavecimbel en strijkers, op. 152
- 1982 Concertante muziek, voor harp solo en strijkorkest, op. 177
- 1982 Concertante suite, voor koperkwintet en strijkorkest, op. 184
- 1983 Concert, voor altviool en orkest, op. 185
- 1984 Concert no. 2, voor piano en orkest, op. 192
- 1985 Preludium a rondo, voor viool en strijkorkest, op. 201
- 1986 Concert, voor cello en orkest, op. 204
- 1989 Concert, voor hoorn en orkest, op. 223
- 1989 Duo di basso -  dvojkoncert, voor cello, contrabas en strijk-kamerorkest, op. 227
- 1990 Concertino, voor viool, marimba en strijkorkest, op. 233
- 1992 Concertino dedicato, voor viool en strijkorkest, op. 248
- 1993 Concert no. 3, voor piano en orkest, op. 258
- 1994 Concerto grosso no. 4, voor saxofoonkwartet en orkest, op. 262
- 1997 Vox Cordis Mei, concert voor orgel solo, twee trompetten en strijkers, op. 293
- 1999 Dvojkoncert (Dubbel-concert), voor hobo, fagot en orkest, op. 302
- 1999 Dvojkoncert (Dubbel-concert), voor viool, contrabas en orkest, op. 304
- 2001 Concert, voor trompet en orkest, op. 323
  1. Andante
  2. Allegro
  3. Lento – Allegro con moto
- 2001 Symfonisch concert, voor strijkkwartet en orkest, op. 324
- 2003 Concert "Te alle cinque", voor viool, piano en strijkorkest, op. 335
- Concert, voor viool en orkest, op. 163
- Concert, voor fluit en orkest, op. 164
- Concert, voor cimbaal en strijkorkest, op. 244
- Dvojkoncert (Dubbel-concert), voor viool, cello en orkest, op. 224
- Za Dunaj, voor klavecimbel en kamerorkest, op. 240

#### Andere orkestwerken
- 1969 Partita, voor kamerorkest, op. 30
- 1969 Allegro, voor kamerorkest, op. 30a
- 1971 Postludium, op. 77
- 1972 Concerto grosso II, voor fluit, viool en orkest, op.87
- 1977 Concerto grosso III, op. 129
- 1980 Bagately, op. 150
- 1982 Finale festoso, op. 172
- 1982 Ouvertura Boema, op. 187
- Concerto grosso I, voor strijkkwartet en strijkers, op. 36
- Malá svita, voor kamerorkest, op. 92
- Serenáda, voor fluit, hobo, altviool, fagot, strijkorkest, op. 103

### Werken voor harmonieorkest
- 1966 Musica ritmica, concert voor blazers en slagwerk
- 1966 Sonata concertata voor piano, blaasinstrumenten en slagwerk, op. 49
- 1972 Finale, voor groot harmonieorkest, op. 83
- 1978 Musica Boema, twee symfonische bewegingen voor harmonieorkest, harp, xylofoon, klokkenspel en piano
- 1984 Finale, voor groot harmonieorkest, op. 190
- 1995 Sinfonia brevis, voor groot harmonieorkest, op. 265
- 1995 Prager Festmusik (Pražská slavnostní hudba), op. 267
- 1995 Slavia galop voor groot harmonieorkest, op. 273
- 1996 Choral – Präludium, voor groot harmonieorkest, op. 282
- 1997 Musica Bohemica, ouverture voor groot harmonieorkest, op. 285
- 1998 Messaggio, symfonisch gedicht voor groot harmonieorkest, op. 295
- 1998 Metamorfosy, voor groot harmonieorkest, op. 299
- 2003 Kyrie eleison - in herinnering aan de Tsjechische nationaal heilige "Václav", voor groot harmonieorkest, op. 331
- Fanfára pro Hudbu hradní stráže (voor het harmonieorkest van de "Burgwache", op. 337
- Sonata concertante, voor piano en harmonieorkest, op. 79

### Missen, oratoria en gewijde muziek
- 1969 Adam a Eva, oratorium voor sopraan, alt, bariton, recitator, gemengd koor en orkest, op. 64  - tekst: Karel Šiktance
- 1971 Nezabiješ!, oratorium voor solisten, fluit, klarinet, twee altviolen en recitator, op. 76 - tekst: Zdeněk Barborky
- 1990 Missa brevis, voor bariton solo en vrouwenkoor, op. 176
- 1998 Radujme se všichni v Pánu!, een mis voor Kerstmis als hulde aan Jakub Jan Ryba voor gemengd koor, orkest en orgel op liturgische en liederteksten, op. 301
- Alleluia, voor gemengd koor, op. 321
- Angelum pacis Michael, voor groot gemengd koor, op. 332
- Dies irae, oratorium op Latijnse tekst voor piano solo, groot gemengd koor, en vier slagwerkers, op. 274
- Liturgické písně (Liturgische liederen), cyclus van drie koren voor bariton solo en gemengd koor, op. 236
- Lucerna Domini, voor bariton, driestemmig vrouwenkoor en orgel, op. 260
- Pater noster, voor gemengd koor, op. 263
- Requiem, voor groot gemengd koor, op. 252
- Te Deum laudamus, voor gemengd koor, op. 311

### Muziektheater

#### Opera's
| Voltooid in | titel                                                 | aktes                 | première                                                 | libretto                                          |
| ----------- | ----------------------------------------------------- | --------------------- | -------------------------------------------------------- | ------------------------------------------------- |
| 1967        | Ať žije mrtvý, op. 52                                 | 3 actes               | 1 februari 1968, Praag, in de studio's van Český rozhlas | Jiří Hurta, naar een idee van Branimír Ščepanovič |
| 1968        | O smutné princezně Upolíně, op.57 (Radio kinderopera) |                       | 3 januari 1969, Pilsen, Český rozhlas                    | Kamil Bednáře                                     |
| 1968        | Domácí karneval, op. 60                               |                       | 3 januari 1969, Pilsen, Český rozhlas                    | Zdeněk Barborky                                   |
| 1979        | Planeta s tiše fialovou září, op. 141                 |                       | 30 september 1979                                        | Jiří Suchy                                        |
| 1985        | Falkenštejn, op. 197                                  |                       |                                                          | Dagmar Ledečové                                   |
| 1986        | Veta za vetu, op. 206                                 | 2 bedrijven, 6 scènes | 1987, Pilsen, Divadlo Josefa Kajetána Tyla v Plzni       | Dagmar Ledečové                                   |

### Werken voor koor
- 1969 Iudica me, Deus, naar de psalm 43, op. 65
- 1972 Versos d‘amor i de comiat (Verše lásky a loučení), voor gemengd koor, recitator en kamerorkest op Baskische en Catalaanse teksten,  op. 90
- 1973 Hadroplet, cyclus voor gemengd koor en piano vierhandig, op. 99
- 1980 Podej mi ruku, voor gemengd koor, op. 146 - tekst: M. Procházkové
- 1981 Vyšel jsem dřív než hvězda ranní, voor gemengd koor, piano en slagwerk - naar een tekst van Aleksandr Sergejevitsj Poesjkin, op. 71
- 1982 Cara mihi semper eris, voor gemengd koor, op. 171
- 2003 6-hlasý, voor gemengd koor op Latijnse tekst
- Blázen u cesty, vier Lachische liederen voor tenor solo, gemengd koor, piano, tamboerijn en triangel, op. 72
- Gaudete et exultate
- Ignoratio dulcis, op Latijnse gedichten voor gemengd kamerkoor, twee fluiten, piano, klavecimbel, contrabas, cimbalen en kleine trom, op. 105
- Kdybych obejít měl celý svět, voor gemengd koor, op. 25a - tekst: F. Branislava
- Měsíční noc, voor gemengd koor, op. 17 - tekst: J. Seifert
- Modlitba, voor gemengd koor en orgel, op. 59
- Pět písní o lásce, voor gemengd koor en piano naar een Slowaaks gedicht, op. 27
- Vivat iuventus!, cyclus voor solisten, gemengd koor en geluidsband op Latijnse gedichten, op. 86

### Vocale muziek
- Mundum Est Cor Meum (Ctyri Pisne), voor sopraan en strijkkwartet, op. 283
- Proverbs, voor mezzosopraan en orgel

### Kamermuziek
- 1982 2+2, voor klarinet, saxofoon, marimba en vibrafoon
- Impulsioni, voor hobo en piano, op. 313
- Strijkkwartet no. 5
- Contrasti per quatro, voor strijkkwartet
- Duo di Basso op.210, voor Contrabas en cello

### Werken voor orgel
- 1997 Vox Cordis Mei, concert voor orgel solo, twee trompetten en strijkers, op. 293

### Elektronische muziek
- 1969 Ecce, quomodo moritur iustus, op. 63

### Filmmuziek
- 1978 Kulový blesk
- 1991 Planeta s tiše fialovou září (tv-film)